# 小松田有理
小松田 有理（こまつだ ゆり、1982年12月27日 - ）は、日本のモデル、タレント。第31回ミス日本グランプリ受賞者。東京都世田谷区出身。血液型はO型。

## 経歴
1982年、東京都世田谷区生まれ。3歳から中村マリ子バレエスタジオ(現プルミエールバレエスタジオ)にてバレエを始める。
1999年、第31回ミス日本グランプリを受賞。当時、16歳のグランプリ受賞は史上最年少だった。同年、蘇州大学（中国）研修留学。
2004年、プルミエール・バレエスタジオキッズプログラム　担当講師に就任する。
2015年5月から女性の活躍をテーマとした国連番組「One Woman」（丹南ケーブルテレビ）にレギュラー出演。
2015年9月27日、東京ガールズコレクション2015AW（国立代々木競技場第一体育館）に出演。
2016年3月19日、東京ガールズコレクション2016SS（国立代々木競技場第一体育館）に出演。
2016年9月3日、東京ガールズコレクション2016AW（さいたまスーパーアリーナ）に出演。
2018年4月、26歳の男性と結婚。苗字が望月となる。現在1児の母。